# Leytmotif Luzifer (The 7 Temptations of Man)
Leytmotif Luzifer (The 7 Temptations of Man) è il decimo album in studio del gruppo musicale Abigor, pubblicato il 2014 dalla Avantgarde Music.

## Tracce
1. Temptation I : Ego – 4:38
2. Temptation II: Stasis – 5:17
3. Temptation III: Akrasia – 5:31
4. Temptation IV: Indulgence – 5:21
5. Temptation V: Neglect – 4:44
6. Temptation VI: Compos Mentis – 5:34
7. Temptation VII: Excessus – 11:04

## Formazione
- Silenius - voce
- Protector - voce
- P.K. - chitarra, basso
- T.T. - chitarra, basso, batteria